# بخش زیردو
زیردو دوکنارون ، روستایی از توابع بخش رستم شهرستان ممسنی در استان فارس ایران است.

## جمعیت
این روستا در دهستان رستم یک قرار دارد و براساس سرشماری مرکز آمار ایران در سال  ۱395، جمعیت آن 1465نفر (280خانوار) بوده‌است.